# Ben Johnston
Benjamin Burwell Johnston, Jr. (Macon, 15 marzo 1926 – Deerfield, 21 luglio 2019) è stato un compositore statunitense.
Principalmente noto per le sue composizioni di musica contemporanea in intonazione naturale, è stato definito «uno dei più importanti compositori di musica microtonale» e, dal critico americano John Rockwell nel 1990, «uno dei migliori compositori non famosi che questo Paese ha da offrire».

## Biografia
Ben Johnston insegnò composizione e teoria musicali all'Università dell'Illinois - Urbana-Champaign dal 1951 al 1986 prima di ritirarsi nel Nord Carolina, dove ebbe l'occasione di incontrare i grandi rappresentanti dell'avanguardia come John Cage, La Monte Young e Iannis Xenakis e di insegnare a Stuart Saunders Smith, Neely Bruce, Thomas Albert, Michael Pisaro, Manfred Stahnke e Kyle Gann. Egli ritiene inoltre che la sua pratica dell'intonazione naturale abbia influenzato altri compositori, ad esempio James Tenney e Larry Polansky.
Johnston iniziò come compositore tradizionale di musica colta prima di lavorare con Harry Partch, aiutandolo a costruire strumenti e ad usarli nell'esecuzione e nella registrazione di nuove composizioni. Successivamente a questa esperienza, seguì delle lezioni con Darius Milhaud presso il Mills College, spinto dallo stesso Partch. Nel 1952 incontrò Cage, che lo invitò a venire a New York in estate per studiare con lui. Sebbene non sentendosi pronto per, si recò comunque nella metropoli, risiedendovi per diverse settimane, dove assistette, insieme ad Earle Brown, nella realizzazione della composizione per otto nastri di Cage, Williams Mix. Partecipò attivamente alle lezioni di quest'ultimo solo nel 1957 e nel 1959 e da lui venne incoraggiato a seguire i suoi desideri e ad usare strumenti tradizionali piuttosto che elettronici o di nuova costruzione. 
Non qualificato tuttavia nella carpenteria e trovando l'elettronica inaffidabile, Johnston lottò per dieci anni nel tentativo di trovare un modo di integrare microtonalità e strumenti convenzionali e faticò nell'integrare i microtoni nel suo linguaggio compositivo attraverso un lento processo costituito da molte fasi. Dal 1960 usò, quasi esclusivamente, un sistema di notazione microtonale basato sugli intervalli razionali dell'intonazione naturale, che Gann Kyle descrive come una «fedeltà per tutta la vita» alla «microtonalità». In questo periodo studiò con Burrill Phillips e Robert Palmer.
Compose lavori per orchestra come Quintet for Groups (commissionatogli dalla St. Louis Symphony Orchestra), Sonnets of Desolation (su richiesta degli Swingle Singers), l'opera Carmilla, Sonata for Microtonal Piano (1964), la Suite for Microtonal Piano (1977) e, fino al 2016, dieci composizioni per altrettanti quartetti d'archi, registrate nell'aprile di quell'anno (in occasione del novantesimo compleanno dell'artista) dal Kepler Quartet su tre CD pubblicati dalla New World Records.
Spiegando il suo stile, Johnston ha affermato: «L'accordatura temperata non è il tipo acusticamente più semplice. Nell'ottimizzazione, qualsiasi intervallo è sintonizzato in modo da eliminare il "battimento" (il risultato di vibrazioni che interferiscono l'uno con l'altro). L'intonazione naturale è la più facile da realizzare a orecchio. In questo tipo di sintonizzazione, tutti gli intervalli hanno tassi di vibrazione correlati da piccoli rapporti di numero intero. Più grandi sono gli interi del rapporto, maggiore è la dissonanza».

## Riconoscimenti
Johnston ha ricevuti vari riconoscimenti, come un Guggenheim Fellowship nel 1959, una borsa di studio dal National Council on the Arts and the Humanities nel 1966, due commissioni dal Smithsonian Institution e dal Deems Taylor Award. Nel 2007, l'American Academy of Arts and Letters gli diede un premio alla carriera. Il suoQuintet for Groups vinse il premio SWR Sinfonieorchester prize al Donaueschinger Musiktage del 2008.

## Musica
Johnston è meglio conosciuto per aver esteso gli esperimenti di Harry Partch con l'intonazione naturale accordata agli strumenti tradizionali attraverso il suo sistema di notazione. Lo stile compositivo di Johnston è eclettico, basato sull'impiego di processi seriali, idiomi folk (String Quartets 4, 5 e 10), processi ripetitivi, forme tradizionali come fuga e variazioni e processi intuitivi. Tuttavia, il suo obiettivo principale «è stato quello di ristabilire l'intonazione naturale come parte vitale della nostra tradizione musicale» e «in definitiva, ciò che Johnston ha fatto, più di ogni altro compositore con radici nei grandi esperimenti esperimenti americani degli anni '50 e '60 , è stato quello di tradurre quegli approcci radicali alla natura della musica in una musica che è immediatamente comprensibile».
La maggior parte delle composizioni successive di Johnston utilizza un numero estremamente elevato di variazioni di altezze, generate attraverso procedure di intonazione naturale. In loro, forma melodie basate su una scala di otto note "ottotonica" dall'ottava alla quindicesima parziale della serie armonica, o la sua inversione "utonale". Quindi, acquisisce nuove altezze usando trasposizioni o inversioni di tono comune. Molte delle sue opere presentano anche un uso più estensivo dell'intonazione naturale. Il suo quartetto d'archi n. 9 usa intervalli delle serie armoniche fino al 31° parziale. Così egli sfrutta «potenzialmente centinaia di altezze per ottava», in modo che sia «radicale senza essere avanguardistico», e non per la creazione di «dissonanze non ancora ascoltate», ma per «tornare ... a una specie di bellezza musicale». Percepisce come diminuito nella musica occidentale dall'adozione del temperamento equabile. «All'inizio degli anni '80 poteva dire del suo elaborato microtonale String Quartet n.5: "Non ho idea di quanti toni diversi ha usato per ottava"».
I primi sforzi di Johnston nella sola composizione attinsero massicciamente alle realizzazioni del post-serialismo di Webern. Il suo String Quartet No. 4 Amazing Grace in 7-limite, fu commissionato dalla Fine Arts Music Foundation di Chicago e venne registrato dal Fine Arts String Quartet per la Nonesuch Records nel 1980 (e ripubblicato da Gasparo come GS205). Lo String Quartet No. 4, forse una delle composizioni più celebri dell'artista, venne anche incisa dal Kronos Quartet e dal Kepler Quartet (Sharan Leventhal, Eric Segnitz, Brek Renzelman e Karl Lavine). Il Third Quartet venne eseguito similmente dal Concord String Quartet all'Alice Tully Hall di New York il 15 marzo 1976.

### Notazione

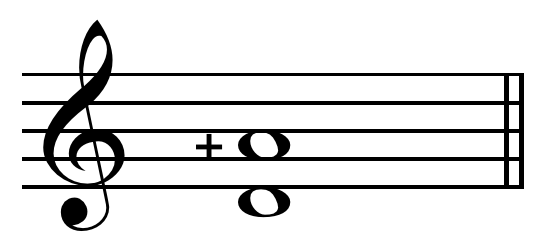
Intonazione naturale su una quinta di Re. Una perfetta quinta di Re (A, 27/16) è un comma sintonico (81/80 è 21.5 cents) più alto della sesta maggiore naturale sul Do (A, 5/3) (Fonville 1991, 109), 27/16 ÷ 9/8 = 3/2.

A partire dagli anni '60, Johnston aveva proposto un approccio alla notazione della musica con l'intonazione naturale, ridefinendo la comprensione dei simboli convenzionali (le sette note "bianche", i diesis e i bemolle) e aggiungendo ulteriori alterazioni, ciascuna progettata per estendere la notazione in limite primo più alto. Il suo metodo si basa su una scala diatonica di Do maggiore sintonizzata su JI, in cui l'intervallo tra Re (9/8 sopra Do) e La (5/3 sopra Re) è una virgola sintonica inferiore al pitagorico quinto perfetto 3:2. Per scrivere un quinto perfetto, introduce una coppia di simboli che rappresentano questa virgola, + e -. Quindi, una serie di quinte perfette che iniziano con Fa procederebbero Do Sol Re La + Mi maggiore + Si +. Le tre note bianche convenzionali La Mi maggiore Si sono sintonizzate come terze maggiori tolemaiche (5: 4, secondo la scala diatonica intensa di Tolomeo) sopra Fa Do Sol rispettivamente. Johnston introduce nuovi simboli per il settimo, indecimale, tridecimale e ulteriori prime estensioni per creare una notazione JI esatta accidentale per ciò che ha chiamato «intonazione naturale estesa».
Anche se «questa notazione non è legata a nessun diapason particolare» e «ciò che rimane costante sono le relazioni tra i rapporti». «La maggior parte dei suoi lavori utilizza la ISO 16 come nota di sintonizzazione», rendendo il Re 264 Hertz. Quindi un quartetto d'archi è accordato con Do-, Sol-, Re-, La, Mi maggiore.

## Registrazioni
- 2016. Ben Johnston: String Quartets Nos. 7, 8 & 6, Quietness. Kepler Quartet. New World Records CD 80730.
  - Ben Johnston: String Quartet No. 7
  - Ben Johnston: String Quartet No. 8
  - Ben Johnston: String Quartet No. 6
  - Ben Johnston: Quietness. String Quartet and Voice
- 2014. Ben Johnston: Ruminations. John Schneider (voice and microtonal guitar), Eclipse String Quartet, Karen Clark (voice), Jim Sullivan (clarinet), Sarah Thornblade (violin). MicroFest Records CD 5. 
  - Ben Johnston: The Tavern
  - Ben Johnston: Revised Standards
  - Ben Johnston: Parable
- 2011. Ben Johnston: String Quartets Nos. 1, 5 & 10. Kepler Quartet. New World Records CD 80693.
  - Ben Johnston: String Quartet No. 5
  - Ben Johnston: String Quartet No. 10
  - Ben Johnston: String Quartet No. 1, 'Nine Variations'
- 2008. On Track - Commissions Vol. 2. New Century Saxophone Quartet. CD recording. Alanna Records ACD 6006. Pittsburgh: Alanna Records
  - Includes Ben Johnston: O Waly Waly Variations
- 2006. Ben Johnston: String Quartets Nos. 2, 3, 4 & 9. Kepler Quartet. New World Records CD 80637.
  - Ben Johnston: String Quartet No. 9
  - Ben Johnston: Crossings: String Quartet No. 3
  - Ben Johnston: Crossings: The Silence
  - Ben Johnston: Crossings: String Quartet No. 4 ("Amazing Grace")
  - Ben Johnston: String Quartet No. 2
- 2005. Susan Fancher: Ponder Nothing. Innova Records.
  - Includes Ben Johnston: Ponder Nothing
- 2002. Cleveland Chamber Symphony. Vol. 1, 2 & 3. Troppe Note Records.
  - Includes Ben Johnston: Songs of Loss
- 1997. Phillip Bush: Microtonal Piano. Koch International Classics. 3-7369-2-H1.
  - Ben Johnston: Suite for Microtonal Piano
  - Ben Johnston: Sonata For Microtonal Piano
  - Ben Johnston: Saint Joan
- 1996. Michael Cameron: Progression. Ziva Records.
  - Includes Ben Johnston: Progression
- 1993. Ponder Nothing: Chamber Music of Ben Johnston. CD recording. New World Records 80432-2. New York: New World Records
  - Ben Johnston: Septet, for woodwinds, horn, and strings
  - Ben Johnston: Three Chinese Lyrics
  - Ben Johnston: Gambit
  - Ben Johnston: Five Fragments
  - Ben Johnston: Trio
  - Ben Johnston: Ponder Nothing
- 1995. The Stanford Quartet. Laurel Records.
  - Includes Ben Johnston: String Quartet No. 9
- 1976. Sound Forms for Piano. LP recording. New World Records NW 203. New York: New World Records.
  - Includes Ben Johnston: Sonata For Microtonal Piano
- 1995. The Kronos Quartet: Released (Compilation). Nonesuch Records.
  - Includes Ben Johnston: String Quartet No. 4 ("Amazing Grace")
- 1993. Urban Diva. Dora Ohrenstein (soprano), Mary Rowell (violin), Phillip Bush (keyboards), Bill Ruyle and Jason Cirker (percussion), John Thompson (electric bass). Emergency Music. CD Recording. Composers Recordings Incorporated CD 654. New YorK: CRI Records.
  - Includes Ben Johnston: Calamity Jane to Her Daughter
- 1987. White Man Sleeps. The Kronos Quartet. CD recording. Elektra Nonesuch 79163-2. New York: Nonesuch Records.
  - Includes Ben Johnston: String Quartet No. 4 ("Amazing Grace")
- 1984. New Swingle Singers and New Vocal Workshop. Composers Recordings, Inc.
  - Ben Johnston: Sonnets of Desolation
  - Ben Johnston: Visions and Spels
- 1983. The New World Quartet. Composers Recordings, Inc.
  - Includes Ben Johnston: String Quartet No. 6
- 1980. The Fine Arts Quartet:. Nonesuch Records.
  - Includes Ben Johnston: String Quartet No. 4 ("Amazing Grace")
- 1979. Music from the University of Illinois. Composers Recordings, Inc.
  - Includes Ben Johnston: Duo for flute and contrabass
- 1970. Carmilla: A Vampire Tale. Vanguard Records.
  - Ben Johnston: Carmilla: A Vampire Tale
- 1969. John Cage & Lejaren Hiller - HPSCHD/ Ben Johnston - String Quartet No. 2. LP recording. Nonesuch H-71224. New York: Nonesuch Records.
  - Includes Ben Johnston: String Quartet No. 2
- 1969. The Contemporary Contrabass. Bertram Turetzky, contrabass. LP recording. Nonesuch H-71237. New York: Nonesuch Records.
  - Includes Ben Johnston: Casta*
- 1968. New Music Choral Ensemble, Kenneth Gaburo, conductor. LP recording. Ars Nova/Ars Antiqua Records AN1005.
  - Includes Ben Johnston: Ci-Git Satie

## Ascolti
- Casta Bertram, perf. Bertram Turetzky (Nonesuch, 1969): FLAC and liner notes MP3
- String quartet no. 2, perf. Composers Quartet (Nonesuch, 1969): FLAC and liner notes MP3
- String quartet no. 6, perf. New World Quartet (CRI, 1983): liner notes MP3 (cliccare su "Johnston 01.mp3")
- Sonnets of Desolation, perf. New Swingle Singers and New Vocal Workshop (CRI, 1984): liner notes MP3 (cliccare su "Johnston 02.mp3")
- Visions and Spels, perf. New Swingle Singers and New Vocal Workshop (CRI, 1984): liner notes MP3 (cliccare su "Johnston 03.mp3" per la prima parte; cliccare su "Johnston 04.mp3" per la seconda)